# 梅普爾伍德 (印地安納州)
梅普爾伍德（英語：Maplewood）是位於美國印地安納州亨德里克斯縣的一個非建制地區。該地的面積和人口皆未知。